# Проховице (гмина)
Проховице (пол. Prochowice) — городско-сельская гмина (волость) в Польше, входит как административная единица в Легницкий повет, Нижнесилезское воеводство. Население — 7516 человек (на 2004 год).

## Демография
| Перепись                       | Всего   | Всего | Женщины | Женщины | Мужчины | Мужчины |
| ------------------------------ | ------- | ----- | ------- | ------- | ------- | ------- |
| Единицы                        | человек | %     | человек | %       | человек | %       |
| Население                      | 7516    | 100   | 3783    | 50,3    | 3733    | 49,7    |
| Плотность населения (чел./км²) | 73,2    | 73,2  | 36,9    | 36,9    | 36,4    | 36,4    |

## Сельские округа
1. Цихобуж
2. Домбе
3. Голянка-Дольна
4. Громадзынь
5. Кавице
6. Квятковице
7. Лисовице
8. Межовице
9. Мотычин
10. Рогув-Легницки
11. Щеджиковице

## Соседние гмины
1. Гмина Кунице
2. Гмина Любин
3. Гмина Мальчице
4. Гмина Руя
5. Гмина Сцинава
6. Гмина Волув